# Liste der Bodendenkmale in Hemslingen
In der Liste der Bodendenkmale in Hemslingen sind alle Bodendenkmale der niedersächsischen Gemeinde Hemslingen aufgelistet. Die Quelle ist der Denkmalatlas Niedersachsen. 
Der Stand der Liste ist der 24. November 2024.
Allgemein

Hemslingen im Landkreis Rotenburg (Wümme)

In den Spalten finden sich folgende Informationen des Bodendenkmales:
Lagegeographische Koordinaten
BezeichnungBezeichnung lt. Denkmalatlas
BeschreibungBeschreibung lt. Denkmalatlas
IDObjekt-ID
BildBild, ggf. zusätzlich mit Link zu weiteren Fotos im Medienarchiv Wikimedia Commons.

## Hemslingen
| Lage                       | Bezeichnung              | Beschreibung | ID       | Bild |
| -------------------------- | ------------------------ | --- | -------- | ---- |
| 53° 4′ 58″ N, 9° 34′ 39″ O | Hemslingen 6, Grabhügel  | Durchmesser ca. 16 m und Höhe ca. 1 m. Nord-Rand abgesetzt, sonst allmählich auslaufend, im Süden durch Forstarbeiten angeschnitten. Um 1910 mit einem Dampfpflug überpflügt; eine tiefe Furche von Ost nach West über den Hügel. Oberfläche auch durch Kaninchenlöcher uneben. | 28997242 | BW   |
| 53° 5′ 20″ N, 9° 33′ 45″ O | Hemslingen 9, Wegespuren | | 28997245 | BW   |
| 53° 5′ 23″ N, 9° 33′ 44″ O | Hemslingen 9, Wegespuren | | 36996683 | BW   |